# Refuge de la Rencluse
Le refuge de la Rencluse, en espagnol refugio de la Renclusa, est un refuge des Pyrénées espagnoles situé au pied du massif de la Maladeta, à 2 140 m d'altitude, dans la vallée de l'Ésera (Aragon). C'est le point de départ pour les excursions vers les sommets de la Maladeta, des monts Maudits et de l'Aneto, point culminant des Pyrénées. Il se situe administrativement dans la commune de Benasque, au nord-est de la province de Huesca, en Espagne.

## Histoire

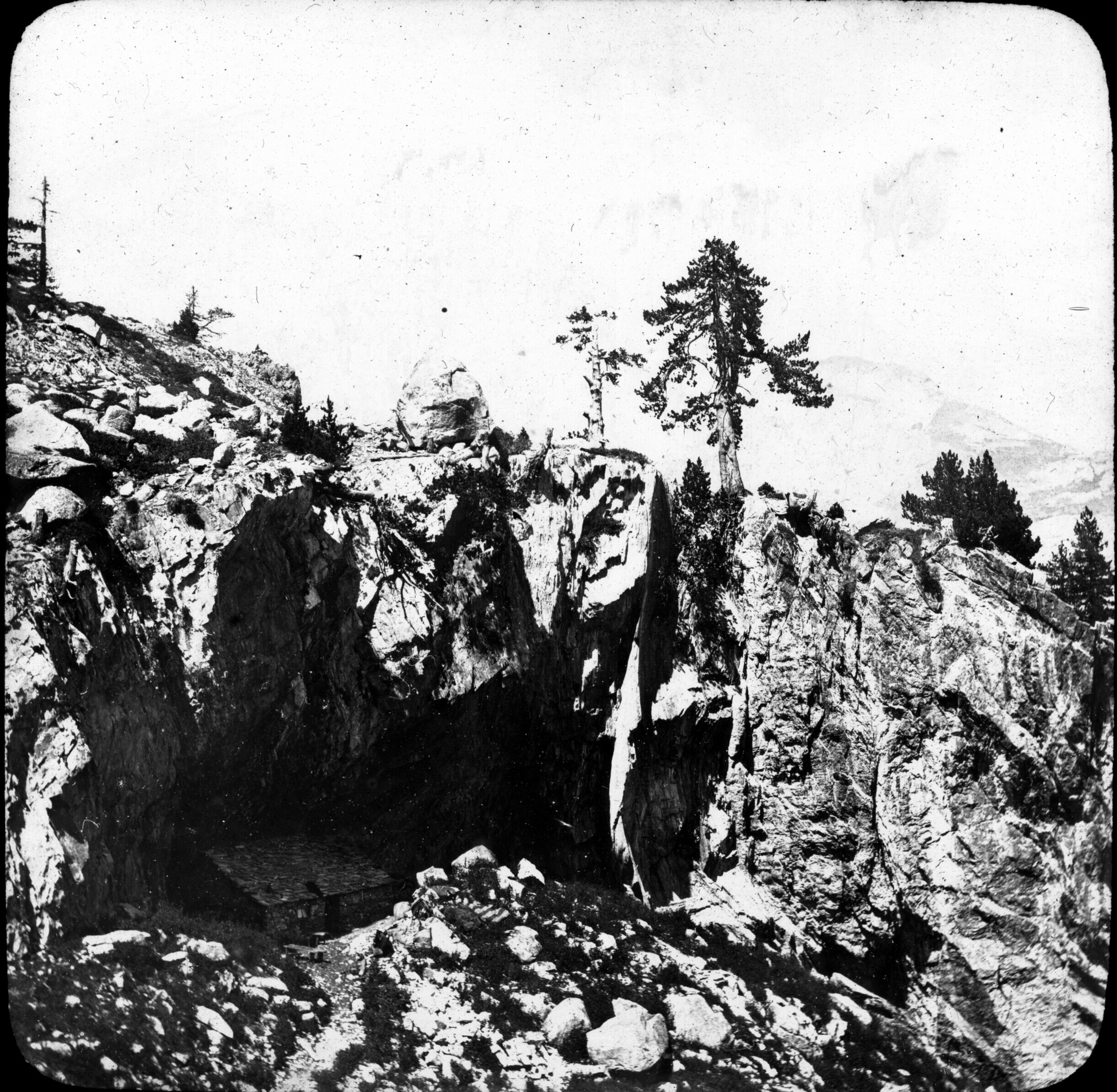
1895 : la cabane de berger dans l'abri sous roche.

Le refuge de la Rencluse tire son nom du pic de la Rencluse (2 700 m) qui le surplombe. C'était à l'origine un abri sous roche, puis une simple cabane de bergers, qui servit d'abri à Platon de Tchihatchev, Albert de Franqueville et les guides Pierre Sanio, Jean Sors dit Argarot, Pierre Redonnet dit Nate et Bernard Arrazau dit Ursule, lors de leur première ascension de l'Aneto, en juillet 1842.
Plus tard, l'ingénieur et pyrénéiste catalan Juli Soler i Santaló (1865-1914) se fait construire une petite maison de quatre mètres sur trois, près de l'emplacement actuel du refuge, qu'il baptise villa Maladeta, et il dessine les plans du futur refuge.
Le refuge est inauguré en 1916, il comporte 22 lits et est gardé par Antonio Abadias. Il est rapidement un des refuges pyrénéens les plus fréquentés. La guerre civile espagnole met un terme à son activité, et il faudra attendre 1951 pour qu'un nouveau refuge, restauré et agrandi, voie le jour. Après la mort d'Antonio Abadias, le bénasquais Antonio Garié lui succède en 1966.

## Services et accès

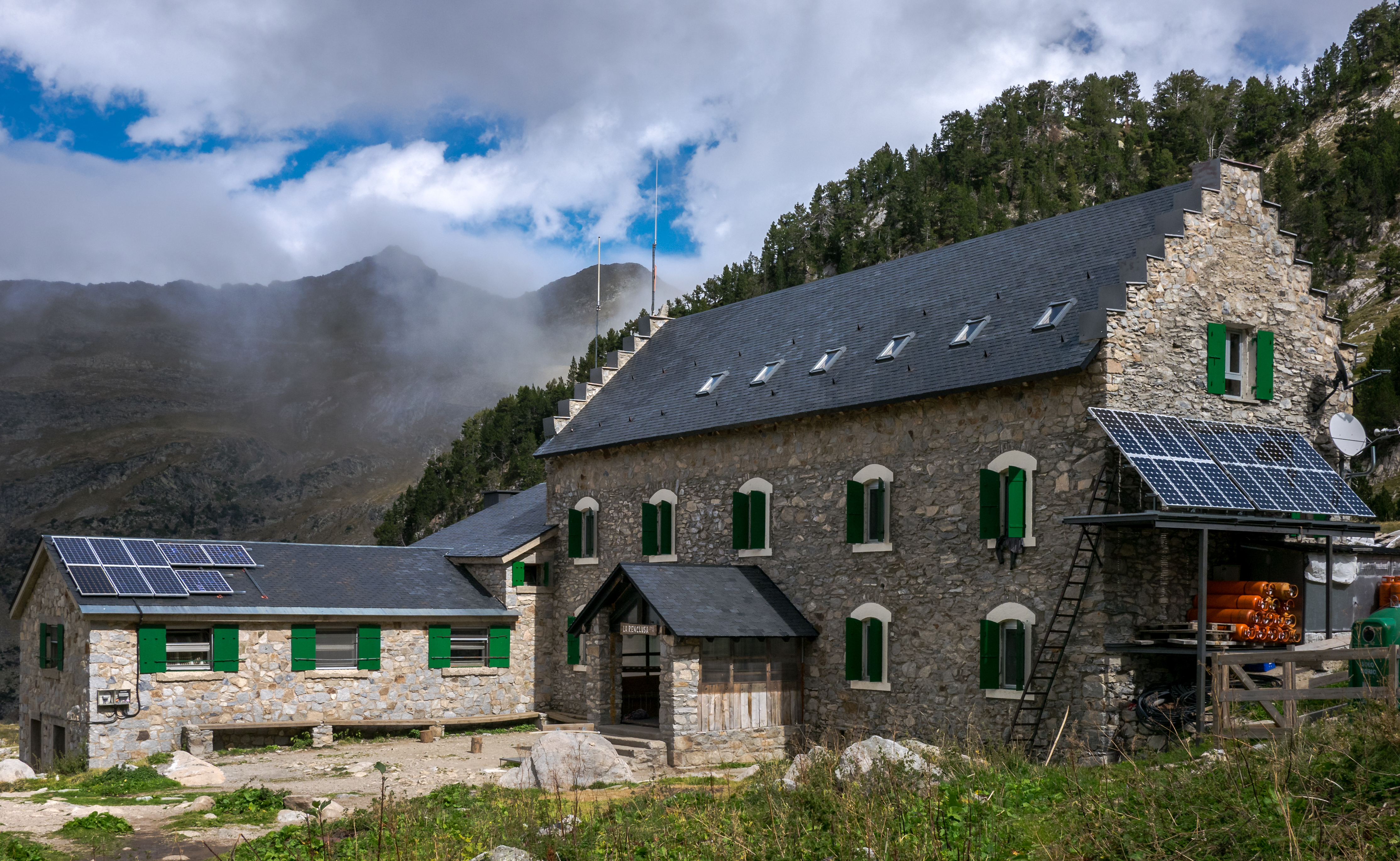
Le refuge de la Rencluse.

Le refuge offre environ 92 places et est l'un des plus grands des Pyrénées. Il est gardé de fin juin à fin septembre et ouvert en période de ski les fins de semaine. Il est géré par la Federación Aragonesa de Montañismo (FAM) et le Centre Excursionista de Catalunya (CEC). On y accède depuis Benasque (environ une heure de marche depuis le parking de Besurta) et, de la France, depuis Luchon, par le port de Vénasque.